# 4227 Kaali
4227 Kaali è un asteroide della fascia principale. Scoperto nel 1942, presenta un'orbita caratterizzata da un semiasse maggiore pari a 2,3946326 UA e da un'eccentricità di 0,1542927, inclinata di 2,70873° rispetto all'eclittica.
L'asteroide è dedicato all'omonima località dell'isola di Saaremaa dove cadde un meteorite 2500 anni fa.